# Syneches maculithorax
Syneches maculithorax är en tvåvingeart som beskrevs av Senior-white 1924. Syneches maculithorax ingår i släktet Syneches och familjen puckeldansflugor.
Artens utbredningsområde är Sri Lanka. Inga underarter finns listade i Catalogue of Life.